# 프레데리크 빌렘 데 클레르크
프레데리크 빌럼 데 클레르크(아프리칸스어: Frederik Willem de Klerk, 1936년 3월 18일~2021년 11월 11일)는 남아프리카 공화국의 정치인으로, 1989년부터 1994년까지 남아프리카 공화국 대통령, 1994년부터 1996년까지 부통령을 지냈다. 백인 소수자 통치 시대 남아프리카 공화국의 마지막 국가 원수로서 데 클레르크와 데 클레르크 정부는 아파르트헤이트 제도를 없애고 보통선거를 도입했다. 이념상으로는 보수적이며 경제적 자유주의자였던 데 클레르크는 1989년부터 1997년까지 국민당을 이끌었다.
요하네스버그에서 영향력 있는 아프리카너 가정에서 태어난 데 클레르크는 법조계에서 경력을 쌓기 전에 포체프스트롬 대학교에서 공부했다. 긴밀한 관계에 있던 국민당에 입당하여 국회의원에 당선되었으며, 피터르 빌럼 보타가 이끄는 백인 소수 정부에 들어가 연속으로 장관직을 지냈다. 데 클레르크는 장관으로서 남아프리카 공화국에 거주하는 백인에게 특권을 부여한 인종 분리 체제인 아파르트헤이트를 지지하고 시행했다. 1989년 보타가 대통령직에서 물러난 후, 데 클레르크가 그를 대신해 처음에는 국민당 대표로, 그 다음에는 대통령직을 수행했다. 관찰자들은 그가 보타 정권의 아파르트헤이트 정책을 이어갈 것으로 예상했지만, 드 클레르크는 이 정책을 끝내기로 결정했다. 그는 인종 적대감과 폭력 증가가 남아프리카 공화국을 인종 내전으로 몰아가고 있음을 알고 있었다. 이러한 폭력 사태 속에서 남아공 국가안보군은 만연한 인권 유린을 저질렀고 코사족과 줄루족 간 폭력을 조장했다. 데 클레르크는 아파르트헤이트 반대 행진을 허용했고, 이전에 금지된 다양한 반 아파르트헤이트 정당을 합법화했으며, 넬슨 만델라를 비롯한 투옥된 아파르트헤이트 반대 운동가를 석방했다. 그리고 오랜 기간 지속되어 온 남아프리카 공화국 핵무기 프로그램을 종료했다.
데 클레르크는 아파르트헤이트를 완전히 없애고, 보통선거로 전환을 확립하려고 만델라와 협상했다. 1993년에 데 클레르크는 아파르트헤이트 정책이 끼친 해로운 영향과 관련해 공개 사과했지만, 아파르트헤이트 자체는 사과하지 않았다. 데 클레르크는 만델라가 아프리카 국민회의 (ANC)를 승리로 이끈 1994년 비인종 선거를 감독했다. 이 선거에서 데 클레르크가 이끈 국민당이 2위를 차지했다. 데 클레르크는 만델라의 아프리카국민회의가 주도하는 연립정부인 국민통일 정부에서 부통령이 되었다. 데 클레르크는 부통령일 당시, 정부의 자유주의 지향 경제 정책을 지지했지만, 정치 범죄와 관련한 완전한 사면을 원해 과거의 인권 침해를 조사하려는 목적으로 설립된 진실화해위원회와 대립했다. 이 일로 만델라와 관계가 악화되었으나, 훗날에는 관계가 개선되었다. 1996년 5월 국민당이 새 헌법에 반대하자 드 클레르크는 연정에서 탈퇴했다. 당은 다음 해에 해산되고 신국민당으로 재편되었다. 데 클레르크는 1997년, 정계에서 은퇴한 후 국제 무대에서 강의에 전념했다.
데 클레르크는 논란의 여지가 있는 인물이었다. 그는 노벨 평화상을 포함하여 많은 상을 받았고, 아파르트헤이트를 폐지하고, 남아프리카 공화국에 보통선거를 도입한 공로로 널리 찬사를 받았다. 반대로, 아파르트헤이트 반대 운동가들은 그가 아파르트헤이트와 관련한 정당한 사과만하고 남아공 국가안보군의 인권 유린을 무시했다고 비판했다. 한편, 일부 극우 또는 백인 우월주의 성향 남아프리카 공화국 백인들은 데 클레르크가 아파르트헤이트를 포기한 것을 자신들을 배신한 행위라고 비난했다.

## 어린 시절과 경력
요하네스버그에서 태어난 데 클레르크는 1958년 법학 학위와 함께 포체프스트롬 대학교를 졸업한 후, 하우텡 주에 있는 작은 타운 베레니깅에서 자신의 법률 사무소를 시작하였다.
1927년 국민당을 위하여 의회에 선출되었고, 1986년 국민의회의 지도자가 되었다.

## 남아프리카 공화국 대통령
3년 뒤인 1989년 1월. 피터르 빌럼 보타 대통령이 발작을 일으켜 국민당 대표에서 물러나자 국민당 대표가 되었고, 그해 9월에 열린 선거에서 대통령이 되면서 보타의 뒤를 이었다.
자신의 대통령 재임 초기에 데 클레르크는 "하나의 사람, 하나의 투표" 원칙에 기초를 둔 새로운 반아파르트헤이트 헌법을 설립하는 데 일하였다. 1964년 6월 12일 당시 반아파르트헤이트 운동가(훗날의 남아프리카 공화국의 대통령) 넬슨 만델라가 당시 아파르트헤이트 정부에 대항하여 방해 행위를 일으켜 무기 징역 선고를 받았다. 만델라는 27년간 징역 살이에 남아 반아파르트헤이트 분투의 상징이 되었고, 최후로 남아프리카 공화국에서 진행 중의 아파르트헤이트 저항을 강화하였다.
국제적 보이콧들과 외교적 압박과 합친 내전의 위협은 1990년 2월 11일 다른 중요한 정치적 죄수들은 물론, 만델라를 석방시키는 데 대통령인 데 클레르크를 이끌었다.
데 클레르크는 또한 정치적 단체에 한정들을 제거하고, 사형을 일시 정지시켰으며 아프리카 민족회의를 재생시켰다.

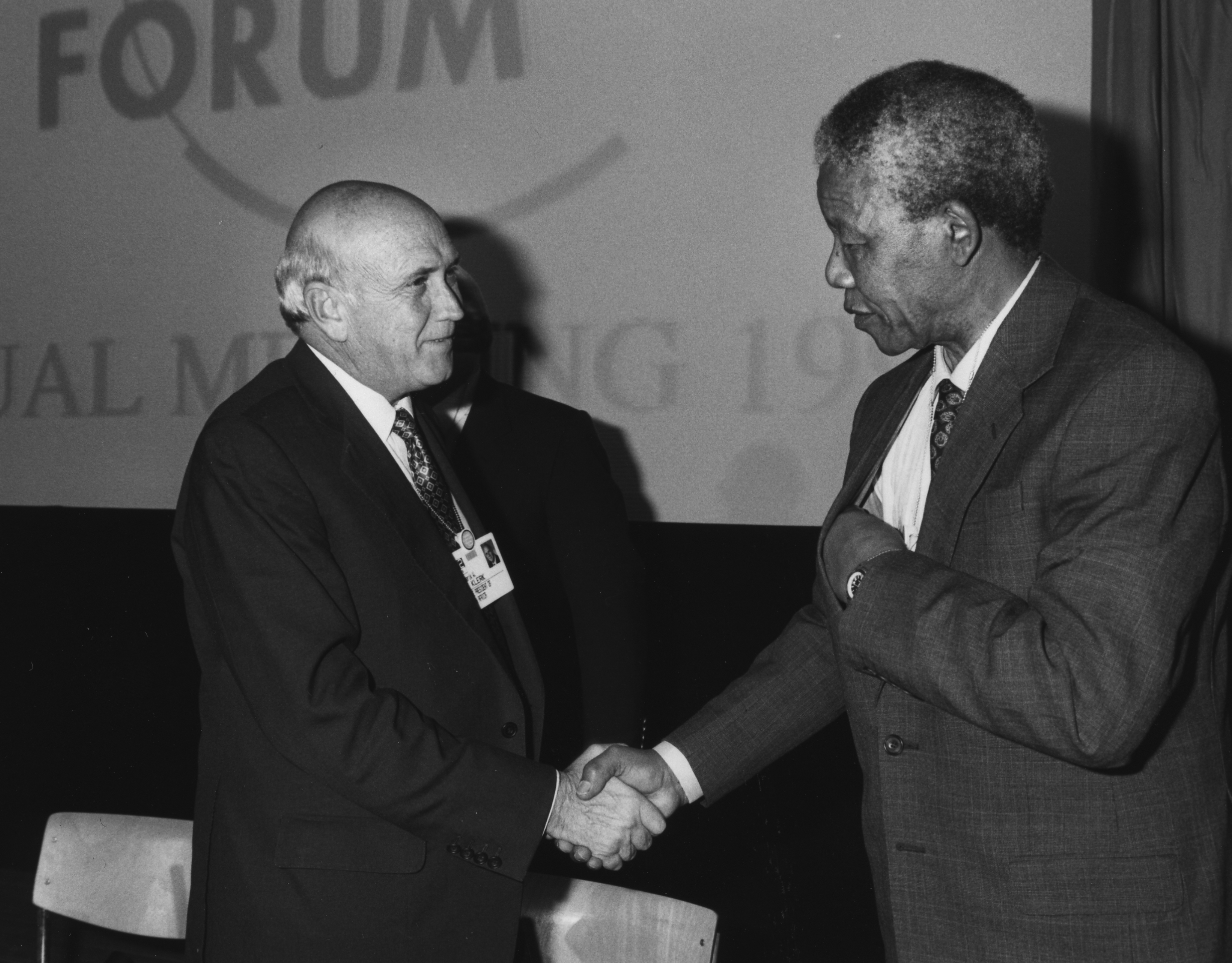
1992년 다보스에서 열린 세계 경제 포럼에서 악수하는 데 클레르크와 넬슨 만델라

## 반아파르트헤이트 정부 설립
그 후에 데 클레르크는 아파르트헤이트를 끝내고 인종적으로 합친 민주주의를 설립하는 데 전념하였으며, 1991년 아프리카 민족회의의 회장이 된 만델라와 몇몇의 흑인 지도자들을 만났다. 같은해 흑인과 백인 지도자들 사이에 어려운 협상들에 이어 그는 남아프리카 공화국에서 차별 법률을 폐지한 입법을 통과시켰다.
아파르트헤이트를 해체한 공로로 인하여 데 클레르크와 만델라는 1993년 노벨 평화상을 수상하였다.
이듬해 1994년 4월 27일 남아프리카 공화국은 국가의 첫 다인종적 선거를 실시하였다. 5월 10일 넬슨 만델라는 국가의 첫 흑인 대통령으로서 취임식을 올렸고, 데 클레르크는 대리통령이 되었다.
1997년 정계에서 은퇴하였다.

## 질병과 사망
2021년 3월 19일, 데 클레르크가 중피종 진단을 받았다는 발표가 나왔다. 2021년 11월 11일, 데 클레르크는 케이프타운에 있는 자택에서 잠을 자다가 중피종으로 85세라는 나이에 사망했다.

## 역대 선거 결과
| 선거명      | 직책명                     | 대수 | 정당   | 득표율  | 득표수 | 결과 | 당락 |
| ----------- | -------------------------- | ---- | ------ | ------- | ------ | ---- | ---- |
| 1989년 선거 | 남아프리카 공화국의 대통령 | 7대  | 국민당 | 100.00% | 88표   | 1위  |      |